# Coelosia quadricornis
Coelosia quadricornis är en tvåvingeart som beskrevs av Stackelberg 1946. Coelosia quadricornis ingår i släktet Coelosia och familjen svampmyggor. Inga underarter finns listade i Catalogue of Life.